# Tvärhugget
Tvärhugget är ett naturreservat i Älvdalens kommun i Dalarnas län.
Området är naturskyddat sedan 2014 och är 34 hektar stort. Reservatet består av gamla högresta tallar och barrblandskog.